# Jacques Bernard Hilaire
Jacques Bernard Hilaire est un homme politique français né vers 1755 et mort le 4 août 1822 à Solignac-sur-Loire,.

## Biographie
Homme de loi au Monastier-sur-Gazeille, administrateur du district du Puy-en-Velay, il est député de la Haute-Loire de 1791 à 1792, siégeant avec la majorité. 
Hilaire avait épousé Angélique Antoinette Tissaut en 1785.

## Sources
- « Jacques Bernard Hilaire », dans Adolphe Robert et Gaston Cougny, Dictionnaire des parlementaires français, Edgar Bourloton, 1889-1891 [détail de l’édition]